# Anjos (Vieira do Minho)
Anjos ist ein Ort und eine ehemalige Gemeinde (Freguesia) im Norden Portugals.
Anjos gehört zum Kreis Vieira do Minho im Distrikt Braga. Die Gemeinde hatte eine Fläche von 17,1 km² und 315 Einwohner (Stand 30. Juni 2011).
Am 29. September 2013 wurden die Gemeinden Anjos und Vilar do Chão zur neuen Gemeinde União das Freguesias de Anjos e Vilar do Chão zusammengeschlossen. Anjos ist Sitz dieser neu gebildeten Gemeinde.